# 다묵장어속
다묵장어속(Lethenteron)은 칠성장어과에 속하는 어류 속이다.

## 하위 종
현재, 다음과 같이 7종을 인정하고 있다.
- 알래스카칠성장어 (Lethenteron alaskense) Vladykov & Kott, 1978
- 아메리카다묵장어 (Lethenteron appendix) (DeKay, 1842)
- 칠성장어 (Lethenteron camtschaticum) (Tilesius, 1811)
- 시베리아칠성장어 (Lethenteron kessleri) (Anikin, 1905)
- 캅카스칠성장어 (Lethenteron ninae) Naseka, Tuniyev & Renaud, 2009
- 다묵장어 (Lethenteron reissneri) (Dybowski, 1869)
- 롬바르디칠성장어 (Lethenteron zanandreai) (Vladykov, 1955)